# Сіман Роша
Сіман Роша (порт. Simão Rocha, нар. 13 грудня 2000, Пасуш-де-Феррейра) — португальський футболіст, захисник румунського клубу «ЧФР Клуж». Виступав також за низку португальських клубів. Володар Кубка Румунії.

## Ігрова кар'єра
Сіман Роша народився 2000 року в місті Пасуш-де-Феррейра. Займався в юнацьких командах футбольних клубів «Фреамунде» та «Пасуш-де-Феррейра». У 2019 році клуб «Пасуш-де-Феррейра» віддав Рошу в оренду до клубу «Амаранте», а пізніше до 2023 року футболіст грав у оренді в клубах «Реал СК» та «Торреенсі». У 2023 році Роша повернувся з оренди до клубу «Пасуш-де-Феррейра», у складі грав до 2024 року.
У 2024 році португальський захисник перейшов до румунського клубу «ЧФР Клуж». У складі команди футболіст у сезоні 2024—2025 років став володарем Кубка Румунії.

## Титули і досягнення
- Володар Кубка Румунії (1):

«ЧФР Клуж»: 2024–2025